# Periode (periodiske system)
 For alternative betydninger, se Periode. (Se også artikler, som begynder med Periode)
Perioderne i det periodiske system er de vandrette grupperinger af grundstofferne. Grundstoffer placeres i periode med andre grundstoffer, der har samme antal elektronskaller omkring deres atomkerne.
Grundstofferne er placeret således, at antallet af protoner i atomkernen stiger med én, når man bevæger sig fra venstre mod højre. På tilsvarende vis stiger antallet af elektroner.
De 118 kendte grundstoffer er placeret i 7 perioder:
Periode 1 med hydrogen og helium.
Periode 2 med lithium, beryllium, bor, carbon, kvælstof, ilt, fluor og neon.
Periode 3 med natrium, magnesium, aluminium, silicium, fosfor, svovl, klor og argon.
Periode 4 med kalium, calcium, scandium, titan, vanadium, krom, mangan, jern, kobolt, nikkel, kobber, zink, gallium, germanium, arsen, selen, brom og krypton.
Periode 5 med rubidium, strontium, yttrium, zirkonium, niobium, molybdæn, technetium, ruthenium, rhodium, palladium, sølv, cadmium, indium, tin, antimon, tellur, jod og xenon.
Periode 6 med cæsium, barium, lanthaniderne, hafnium, tantal, wolfram, rhenium, osmium, iridium, platin, guld, kviksølv, thallium, bly, bismuth, polonium, astat og radon.
Periode 7 med francium, radium, actiniderne, rutherfordium, dubnium, seaborgium, bohrium, hassium, meitnerium, darmstadtium, røntgenium, copernicium, nihonium, flerovium, moscovium, livermorium, tennessin og oganesson.
Man forestiller sig en udvidelse af det periodiske system med periode 8 indeholdende grundstofferne med nummer 119-172. Grundstofferne forsøges fremstillet syntetisk, men det har foreløbig vist sig vanskeligere end fremstillingen af de hidtil kendte syntetiske grundstoffer.
| Kemi | Spire Denne artikel om kemi er en spire som bør udbygges. Du er velkommen til at hjælpe Wikipedia ved at udvide den. |